# Gudinilda de Barcelona
Gudinilda de Barcelona (915-960) fue hija de Sunyer I de Barcelona y Aimilda. Se casó en el año 930 con Hugo I de Quercy, conde del alto Quercy, con el que tuvo Hugo de Roergue (930-1010), quién fue barón de Gramat.